# St. Michael (Fürth)

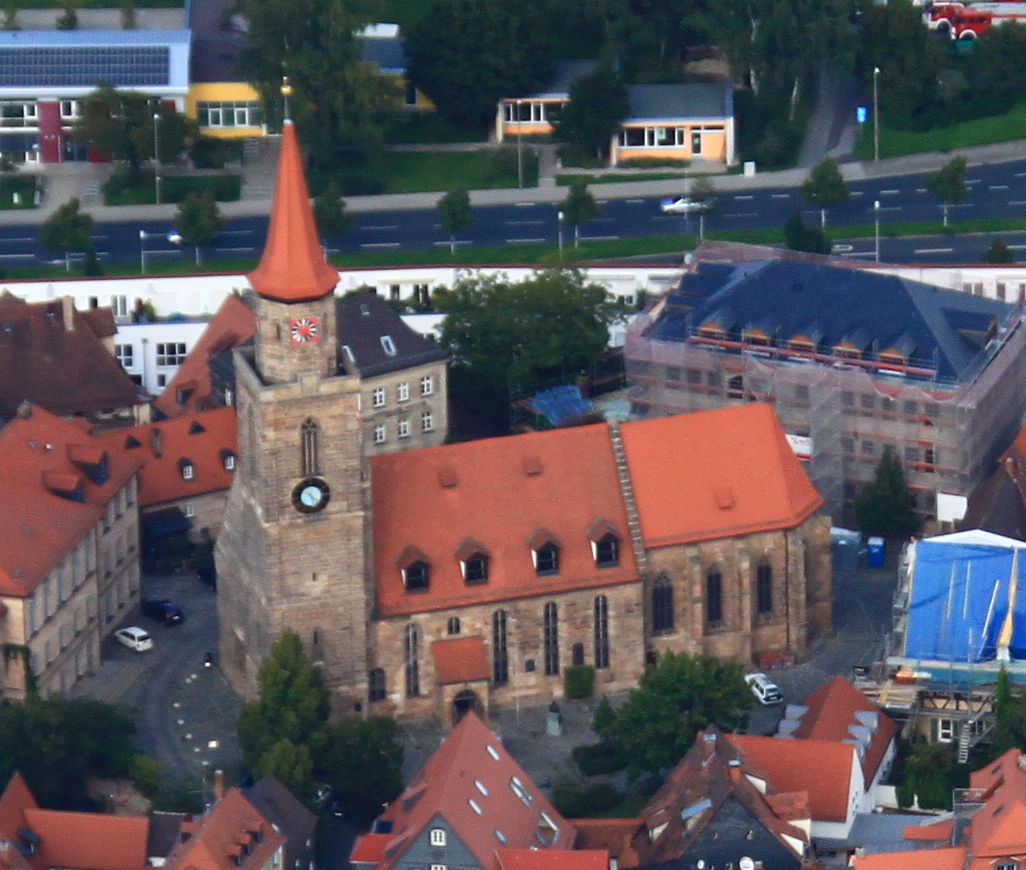
Stadtkirche St. Michael, Südseite

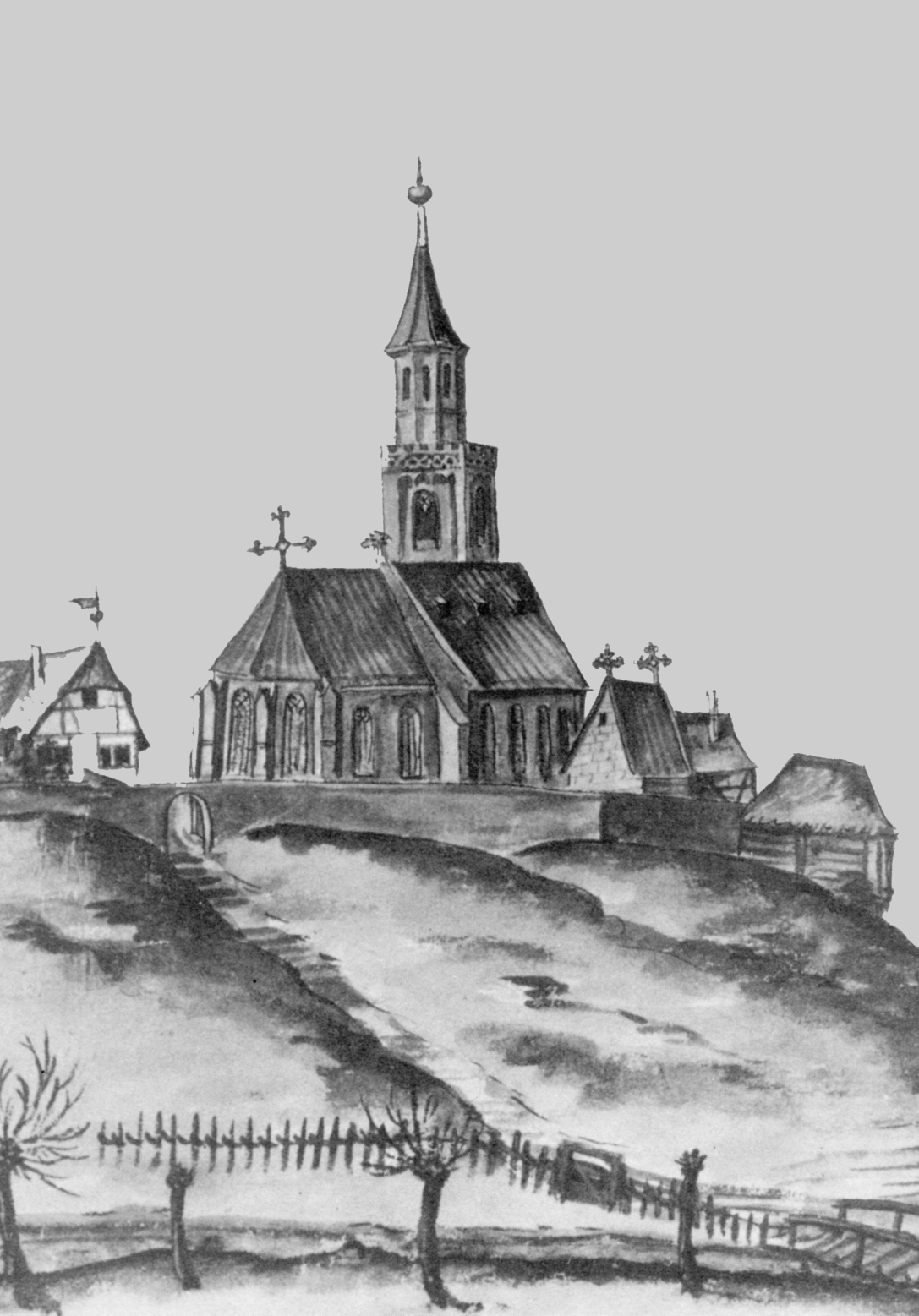
Die Kirche von Nordosten um 1614, eine der frühesten Ansichten der Kirche.

Die evangelisch-lutherische Stadtkirche St. Michael im mittelfränkischen Fürth war lange Zeit Mittelpunkt des kirchlichen Lebens der Stadt (Parochialkirche). Der Erzengel Michael als Patron der Stadtkirche ist seit dem 13. Jahrhundert auch Stadtpatron.

## Geschichte

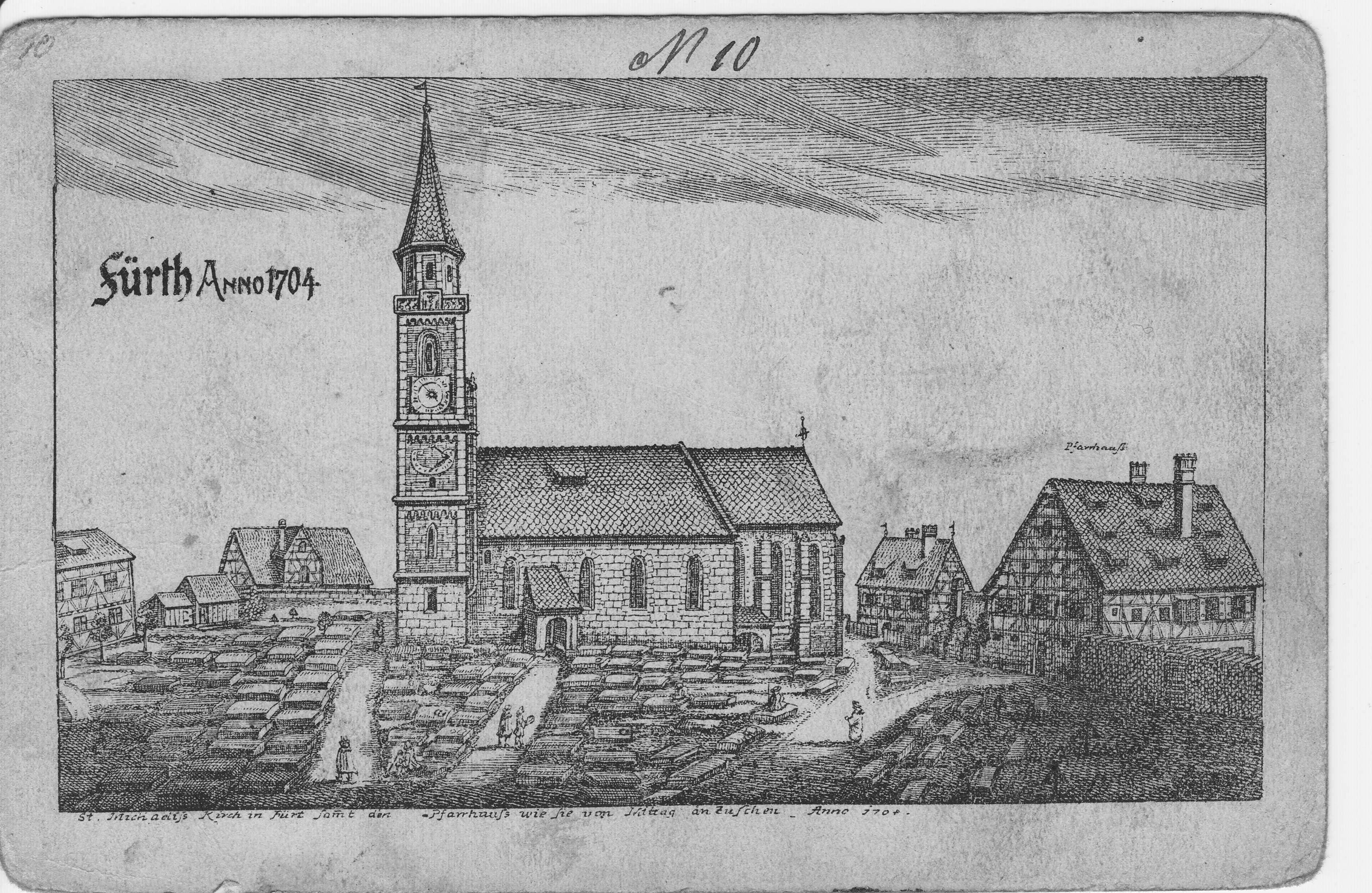
Südansicht mit Friedhof und Pfarrhäusern (rechts) nach einem Stich von Johannes Alexander Boener aus dem Jahre 1704

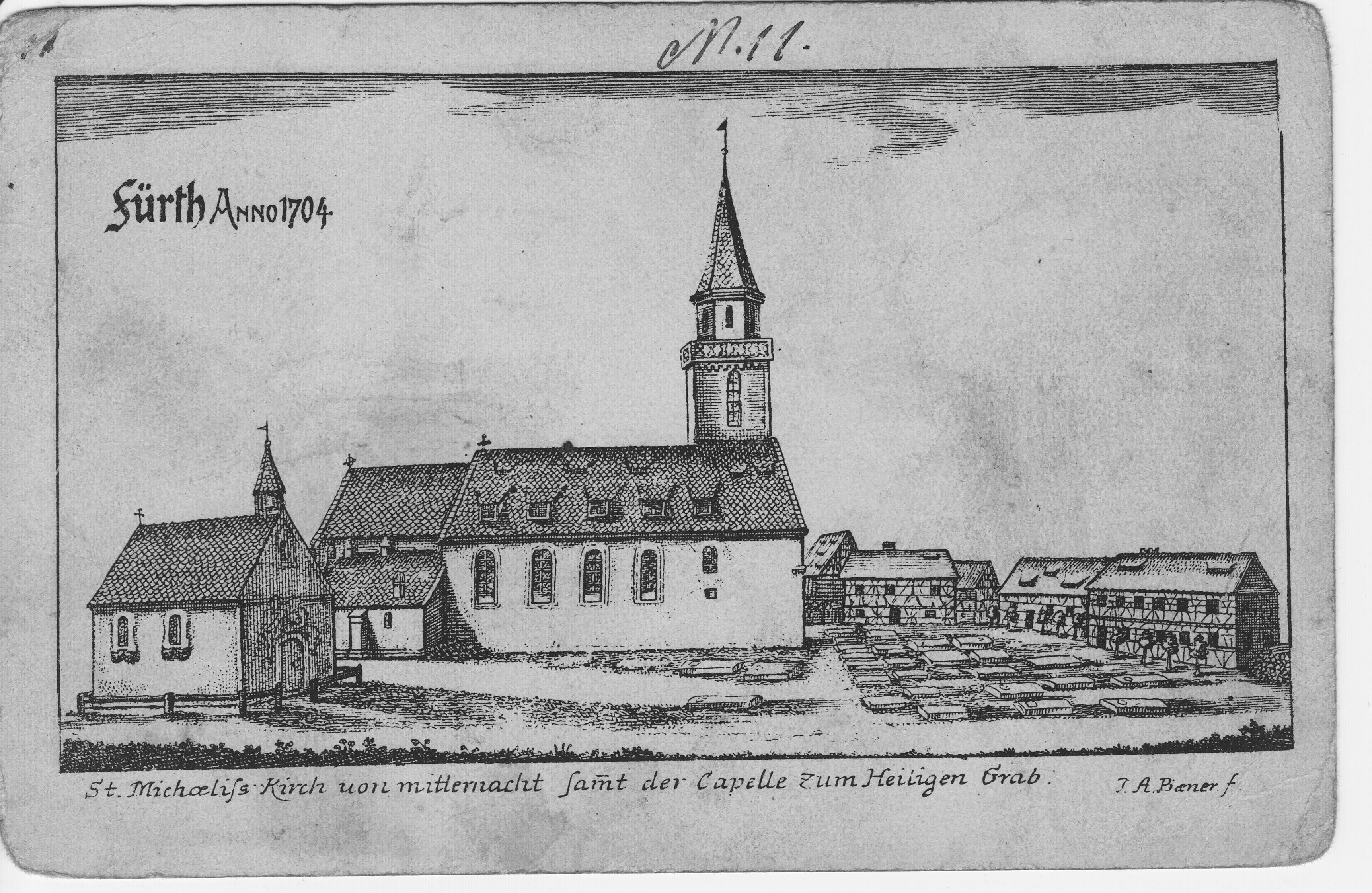
Nordansicht mit Heilig-Grab-Kapelle nach einem Stich von Johannes Alexander Boener aus dem Jahre 1704

Am 1. November 1007 wurde Fürth erstmals mit Sicherheit in einer Urkunde erwähnt. In der Synode von Frankfurt übereignete Heinrich II. Fürth einschließlich der vorhandenen Kirchen dem Domkapitel Bamberg, wobei die Aufzählung in der Urkunde keine Rückschlüsse auf die Zahl der damals vorhandenen Kirchen zulässt. Es wird vermutet, dass seinerzeit lediglich eine Martinskapelle vorhanden war, die sich nahe der Rednitz im Talgrund befand. Deren Pfarrei konnte jedoch erst nach dem Tod des Bischofs von Eichstätt Megingaud übertragen werden und erfolgte im Jahre 1016. Im Jahre 1349 wird in einer Urkunde erstmals die Michaeliskirche erwähnt. Dieser zweite Kirchenbau erfolgte unter Umständen wegen des neuen Landesherren, da St. Martin als einzige Kirche in Fürth noch zum Bistum Eichstätt gehörte. Die Verteilung der Einnahmen erfolgte seinerzeit nach dem Schlüssel 1/3 an St. Michael und 2/3 an St. Martin, was die zunächst noch höhere Bedeutung von St. Martin zeigt. In der Urkunde ist auch eine Verpflichtung der Prozession nach St. Martin mit Reliquien und Fahnen enthalten. Anlass der Urkunde war die Loslösung von St. Johannis in Burgfarrnbach wegen des häufigen Hochwassers an der (damals eventuell weiter westlich gelegenen) Rednitz, das den Zugang zu St. Martin versperrte. Im Jahre 1362 wurde St. Martin erstmals als Nebenkirche bezeichnet, die Prozessionspflicht zur älteren Kapelle blieb erhalten.
In einer Papsturkunde aus dem Jahre 1235 wird die Kapelle St. Lorenz zum Heiligen Grab als Filialkirche der Fürther Kirche bezeichnet, letztere war vermutlich noch St. Martin. Im Jahre 1258 wurde das Verhältnis der Kirchen als Unionsverhältnis beschrieben, das wohl 1237 bis 1354 bestand, verwaltet von einem gemeinsamen Oberpfarrer. Aber um 1300 war St. Lorenz schon die bedeutendere Kirche. Die Bamberger Pfarrer wählten eher Nürnberg als Residenz, schon vor 1243 hatte der Oberpfarrer Sitz in Nürnberg, der gemeinsame Oberpfarrer war weiterhin Geistlicher des Bamberger Domkapitels. Laut den päpstlichen Bullen von 1388/1402 bestand auf St. Lorenz und St. Sebald kein Vorrecht der Bamberger Kanoniker mehr, die Oberpfarrer hatten Residenzpflicht. In weiteren Urkunden von 1474 und 1513 wird das Besetzungsrecht der Fürther Pfarrstellen seitens des Oberpfarrers in Nürnberg erwähnt, 1477 die Ernennung der Oberpfarrer zu Pröbsten. Damit wurden die Fürther Pfarrer nicht nur von Nürnberg aus eingesetzt, sondern unterstanden auch der dortigen Gerichtsbarkeit.
Folglich lag
- bis spätestens 1258 (sicher bis 1235) die Kirchenhoheit in Fürth, der Sitz wurde aber schon vor 1243 nach Nürnberg verlegt, weswegen das Unionsverhältnis vermutlich zwischen 1235 und 1243 begann;
- von spätestens 1258 bis 1354/1388 herrschte ein Unionsverhältnis;
- zwischen 1354/1388 und 1513 übernahm Nürnberg die Kirchenhoheit.

Dementsprechend folgte Fürth auch der Reformation in Nürnberg (5. Juni 1524), die in Fürth zwischen 1524 und 1526 vollzogen wurde. Dies komplizierte die sogenannte Dreiherrschaft in Fürth weiter, das Hochstift Bamberg, die Burggrafen von Nürnberg bzw. ab 1415 die Markgrafen Brandenburg-Ansbach und die Reichsstadt Nürnberg konkurrierten um die Oberhoheit in der Stadt. Mangels genauen Datums gilt der 3. September 1528 (erste Visitation) als Beginn der Reformation in Fürth. Nach dem Abgang der Martinskapelle vermutlich im Dreißigjährigen Krieg blieb St. Michael bis 1824 die einzige Kirche in Fürth. „In der nach Zerstörung im Dreißigjährigen Krieg baulich erneuerten Altstadt in Fürth ist die Michaeliskirche das einzige mittelalterliche und zugleich das ehrwürdigste und geschichtlich bedeutendste Baudenkmal.“ (Heinrich Habel).
Von 1923 bis 1964 war die Komponistin Frieda Fronmüller Organistin und Chorleiterin, ab 1955 Kirchenmusikdirektorin an St. Michael.
Am 3. Juni 2018 wurde aus der Kirche der ZDF-Fernsehgottesdienst gesendet.

## Baugeschichte und äußere Gestalt

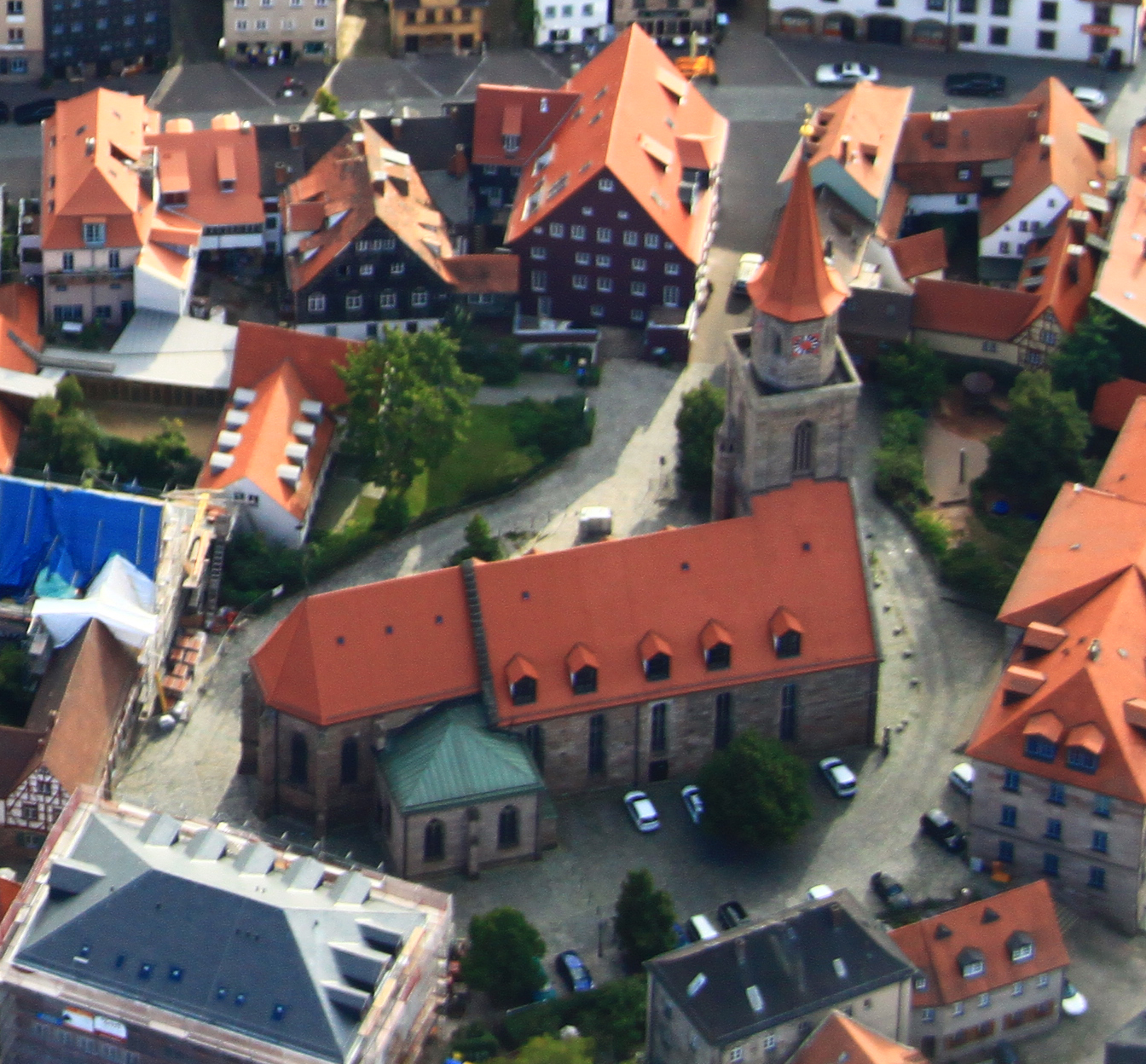
Nordseite

Die Baugeschichte der Kirche ist nicht vollständig geklärt, kann aber grob in vier Phasen unterteilt werden:
- Das Langhaus entstand um 1100 und ist damit der älteste erhaltene, aber später häufig umgestaltete Teil der Kirche. Auf dem Langhaus finden sich an der Nord- und der Südseite romanische Steinmetzzeichen. Eine Umgestaltung erfuhr es unter anderem durch den nachträglichen Anbau des 45 Meter hohen Turmes, der bis 1824 als einziges Wahrzeichen der Stadt galt. Wahrscheinlich wurde mit dem Turm ein alter Zugang zur Kirche verbaut, neben dem selten benutzten Portal auf der Westseite entstand an der Südseite des Langhauses der heute in der Regel genutzte Eingang.
- Der Kirchturm mit vier Hauptgeschossen bis zur heutigen Turmgalerie entstand 1380/90, das Portal wird aufgrund stilistischer Vergleiche mit Nürnberger Kunstwerken auf 1390/1410 datiert.
- Der Chor wurde um 1480 angebaut.
- Der oktogonale Turmaufsatz oberhalb der heutigen Turmgalerie wurde 1520/1530 zugefügt.
- Die neugotische Sakristei wurde 1886 zugefügt, gleichfalls ein später wieder entfernter Emporenaufgang über der spätgotischen Vorhalle am Südeingang.

Das Gradmaß der Längsachse der Kirche beträgt ca. 130°, die Orientierung der Kirchenachse nach Südosten – auf den Sonnenaufgangspunkt am Martinstag – lässt ein ursprüngliches Martins-Patrozinium oder eine Reverenz an die vermutlich schon karolingische Martinskapelle im Talgrund vermuten.
Der Turm entstand somit teilweise vor, teilweise nach dem Bau des Chores. Der Wehrturm (7,5 × 7,5 Meter Grundmaße, 45 Meter hoch) war bis zum Bau des Rathausturmes das höchste Gebäude Fürths und ist nachträglich an das Langhaus angebaut (vorher gab es vermutlich keinen Turm). Im Dreißigjährigen Krieg tat ein bezahlter Wächter auf dem Turm seinen Dienst. Ursprünglich (bis 1885) gab es nur einen schmalen Eingang vom Kircheninnern zum Turm. Ausweislich abweichender Steinmetzzeichen und der schlechteren Bauqualität muss der oktogonale Turmaufsatz später (1520/1530) aufgesetzt worden sein. Die Turmgalerie ist im fränkischen Bereich eher selten. Bis zum Zweiten Weltkrieg war an der Turmgalerie ein Kruzifix mit einem Relief angebracht, das Maria und Johannes zeigte und 1955 durch eine Kopie des Bildhauers Hasenschwanz ersetzt wurde. Die Turmuhr am 3. Obergeschoss ist schon auf einem Kupferstich von 1705 vorhanden, darunter befand sich ursprünglich eine eventuell ältere Sonnenuhr. Die vier Uhren am Turmaufsatz wurden erst um 1883 eingebaut, die Ziffernblätter mussten unter anderem nach Kriegsschäden mehrfach erneuert werden. Artillerie beschädigte den Turm im Zweiten Weltkrieg, da sich ab 12. April 1945 ein Gefechtsstand der Wehrmacht im Turm befand, was den Amerikanern nicht verborgen blieb. Beim Beschuss gingen auch die Emaille-Ziffernblätter der oberen Uhren zu Bruch, Reparaturen erfolgten 1948 und 1952. Im Jahre 1997 wurden die Ziffernblätter ausgetauscht.
Am Langhaus sind mehrere Epitaphe angebracht, so auf der Südseite (von Westen nach Osten) für
- Martin Leitzmann, 1754 von Friedrich Romsteck
- Gedenktafel Gustav Adolf, vom Fürther Künstler Konrad Mannert und angebracht am 28. August 1932
- Oberstleutnant Johann von Mayenfeld von 1760

Auf der Westseite findet sich ein Epitaph für
- den Gerichtsschöffen Andreas Holzmann, gestiftet 1741, gegossen von Friedrich Romsteck.

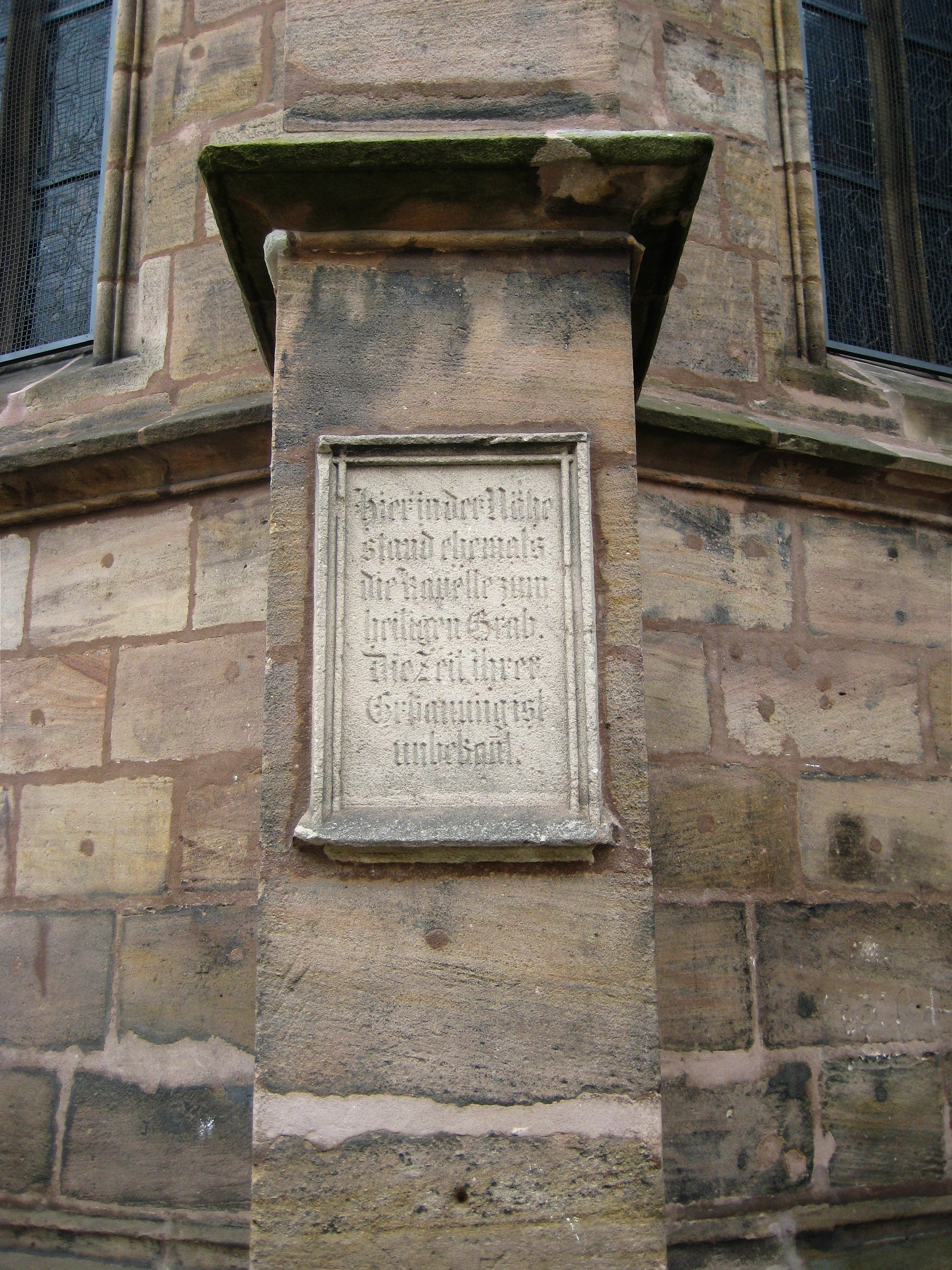
Gedenktafel für die Heilig-Grab-Kapelle

Auf der nördlichen Außenseite des Chors befindet sich eine Gedenktafel für die Heilig-Grab-Kapelle. Das Westportal wird von einer Kopie (1977) des Tympanons von 1380/90 überwölbt. Vor der Südseite der Kirche steht ein Wilhelm-Löhe-Denkmal von Johannes Götz aus dem Jahre 1928, eine Bronzebüste auf einem Granitsteinsockel mit drei Bronzereliefs.
Eine Ölberggruppe auf der Südseite des Chors wurde im 19. Jahrhundert entfernt.

## Ausstattung

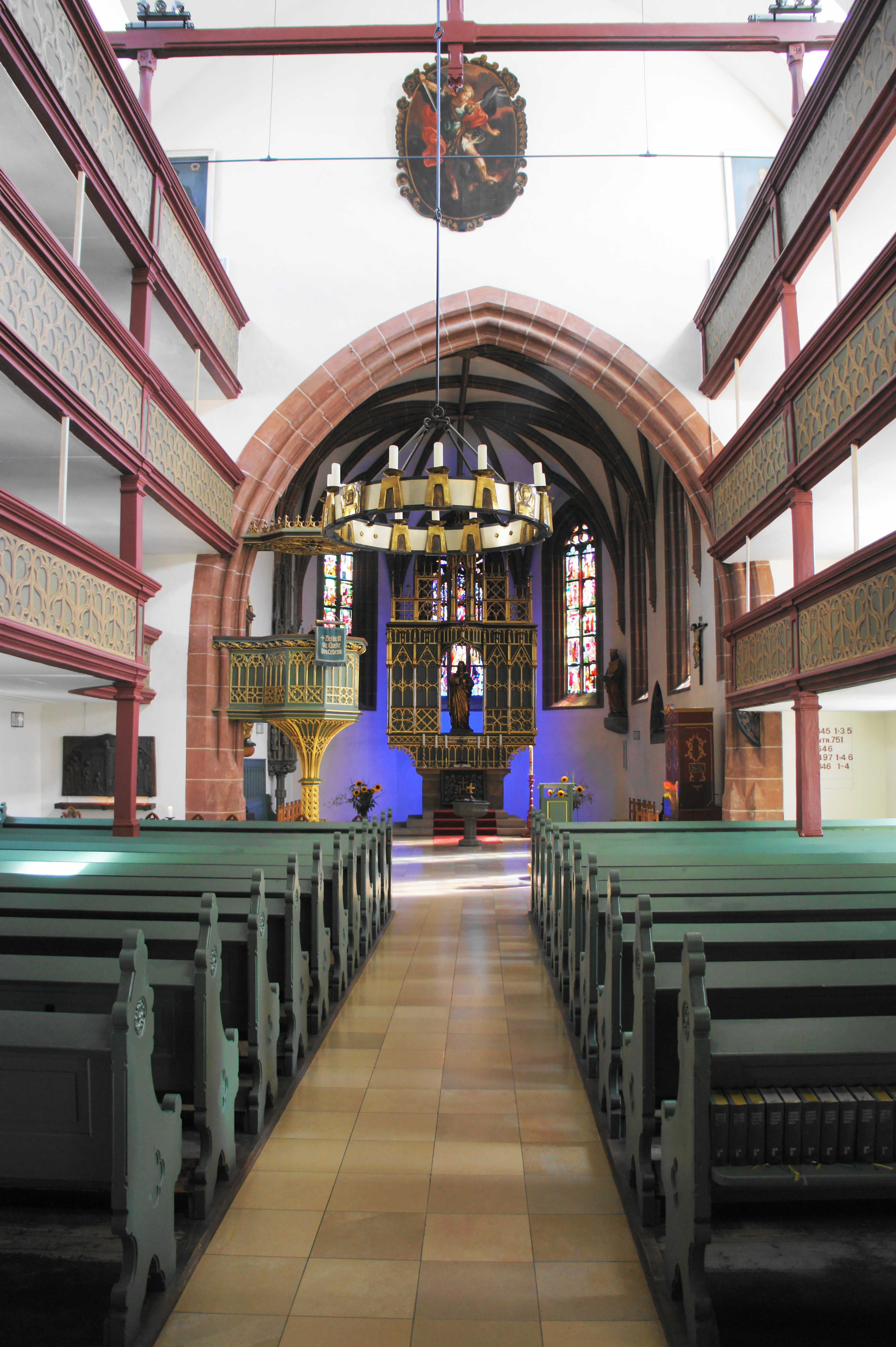
Kircheninneres, Blickrichtung Chor und Altar

Im Jahr 1675 nahm die Kirchengemeinde eine allgemeine Barockisierung der Kirche vor. Aufgrund des erheblichen Bevölkerungszuwachses in jener Zeit gab es 1689 Pläne für die Erweiterung der Kirche durch Querschiffe, die aber nicht verwirklicht wurden. Um die Kapazität der Kirche zu erhöhen, wurden stattdessen von 1629 bis 1704 Emporen eingebaut.
Verluste und zweifelhafte Veränderungen vor allem des 19. Jahrhunderts prägen die Kirche: Der sogenannte Kunigunden-Altar aus der Dürerzeit (1497 gestiftet) fiel einer Purifizierungswelle zum Opfer und wurde 1815 an den Nürnberger Kunsthändler Christoph d´Allemand verkauft, der ihn wiederum an die Gemeinde der St.-Salvator-Kirche in Nördlingen veräußerte, wo er noch heute steht. Eine „Renovierung“ durch den Nürnberger Akademiedirektor Albert Christoph Reindel von 1830 brachte weitere, heute allgemein als schmerzlich eingestufte Verluste: zwei Seitenaltäre, ein Messingtaufbecken von 1624, der spätgotische Taufstein, die Moseskanzel (von 1680) wurden unwiederbringlich entfernt. Reindel gab dem Innenraum sein heutiges romantisch-gotisierendes Gepräge: der Choraltar und die Kanzel sind in neugotischen Formen gehalten, auf die Emporenbrüstung wurde ein entsprechendes Steinmaßwerk aufgemalt und in dieser Fassung bei der letzten Renovierung wieder freigelegt.
Im Jahr 1881 baute man eine Sakristei an, 1885 wurden die Langhausfenster nach unten erweitert, 1886 ein südlicher Emporenaufgang über dem Eingang geschaffen, der aber 1975/78 wieder beseitigt wurde. 1885 kamen neugotische Ornamente hinzu, 1905 fand eine Umgestaltung in den Jugendstil statt, 1952 ließ die Gemeinde die Emporen dann einfarbig streichen. Die verschiedenen Schichten sind auf einem Brüstungsbrett neben der Orgel zu sehen.
Der raumprägende Kronleuchter stammt vom Fürther Kunstschmied Franz Nüssel und wurde im Jahre 1961 aufgehängt, er symbolisiert das himmlische Jerusalem, dem die Gemeinde entgegengeht.
Der Altar besteht heute aus einer Steinmensa (1497), einem neugotischen Retabel (1830) von Albert Christoph Reindel und einer Christusfigur im Altar von 1883 des Fürther Künstlers und königlichen Professors Johann Christian Hirt. Die künstlerische Qualität des Retabels und der Christusfigur sind seit der 2. Hälfte des 20. Jahrhunderts häufiger in Zweifel gezogen worden, die Entfernung wurde bei der Renovierung 1975/78 diskutiert, aber doch verworfen.
Der Chor (um 1480) zeigt sich im Inneren der Kirche als Sterngewölbe mit zwei Längsjochen und einem Schluss mit fünf Kappen, und einer durchlaufenden Rippe der Mittelachse. Die Schlusssteine zeigen unter anderem das Wappen (Pfeil) des seit 1464 amtierenden Pfarrers Konrad Held (gest. ca. 1500), der die Hälfte der Kosten des Chors übernahm und zudem den Altar stiftete. Der Chorschlussstein zeigt das Wappen von Dompropst Metten von Lichtenstein, der 100 Gulden spendete (Rot und Weiß im Zahnschnitt).
Das 6,80 Meter hohe Sakramentshäuschen aus Vacher Sandstein wird der Werkstatt oder dem Umfeld von Adam Kraft zugeschrieben. Die Ikonografie des Sakramentshäuschens wird wie folgt gedeutet:
| Hl. Sebastian                               |            |             |                                         |
| Maria                                       | Christus   | Christus    | Johannes                                |
| Judas Thaddäus (ursprüngl. St. Laurentius?) |            |             | Paulus (ursprüngl. Johannes d. Täufer?) |
| St. Petrus                                  | St. Martin | St. Michael | St. Paul                                |

Die Ausführungen der Figuren sind hinsichtlich der künstlerischen Qualität sehr unterschiedlich. Das Kelchmotiv unterstreicht den Sinngehalt des Sakramentshäuschens als Aufbewahrungsort des eucharistischen Brots: Jesus Christus hält mit der Rechten einen Kelch an die Speerwunde, aus der das Blut quillt.
Als Kleinkunstwerke finden sich im Kircheninnern neben dem Sakramentshaus eine Kopie eines Gemäldes von Peter Paul Rubens (Kreuzabnahme), darüber ein Schmerzensmann (ca. 1490/1500, vielleicht von Hans Nußbaum), in den Kehlen des Chors Figuren von Johannes dem Täufer und König David, auf der Südseite im Chorraum ein Holzkruzifix von ca. 1510. Ein Ölgemälde mit einer Darstellung von St. Michael – postiert derzeit über dem Chorbogen – wird um 1730/50 datiert.
Zu den ursprünglichen Kirchenfenstern zählte die Stifterscheibe Lorenz Tucher.
Die jeweils zehnteiligen Glasfenster im Chor und den anschließenden Bereichen des Langhauses wurden nach Entwürfen von Hans Gottfried von Stockhausen in der Mayer’sche Hofkunstanstalt gefertigt. Die ersten drei Fenster übergab Stadtpfarrer Karl Will am 29. Juni 1958 (Peter und Paul) der Gemeinde, weitere Fenster folgten 1958, 1963 und 1969. Im Uhrzeigersinn sind heute zu sehen:
- Tauffenster (1963): Schöpfung („Gottes Geist schwebt auf dem Wasser“), vier Ströme aus dem Garten Eden, Arche Noah auf dem Wasser, Durchzug des Volkes Gottes durch das Schilfmeer, Auszug aus Ägypten, Moses gibt dem Volk Wasser aus dem Felsen, Taufe Jesus, Aufruf „Gehet hin in alle Welt …“, ein durch die Taufe erneuertes Menschenpaar.
- Passionsfenster I (1958): Aufgehetzte Volksmenge, schlafende Jünger, Gefangennahme Jesus, Jesus im Gespräch mit einem Jünger, Einsetzung des Abendmahls, Einzug Jesus in Jerusalem.
- Chorhauptfenster (1958): Christus hält die Weltkugel, darunter St. Michael im Kampf mit dem Drachen.
- Passionsfenster II (1958): Abnahme des Gekreuzigten, Wächter am Kreuz, Maria und Johannes unter dem Kreuz, drei Kreuze auf Golgatha, Soldaten verlosen den Rock, Dornenkrönung, weinender Petrus schämt sich der Verleugnung.
- Offenbarungsfenster (1969): Elia unter dem Wacholder, Tränkung der Durstigen, Klage des Job, Heilung eines Blinden, Speisung der 5000, Gespräch Jesus mit der Frau am Jakobsbrunnen, Bekleidung der Nackten, Befreiung von Petrus aus dem Gefängnis.
- „Ruf-zum-Dienst“ Fenster (1958): Heimkehr des verlorenen Sohns, der Hirte findet das verlorene Schaf, drei Gleichnisse (Abendmahl, Schalksknechte, Arbeiter am Weinberg), Zachäus auf dem Maulbeerbaum, Zöllner Matthäus folgt Jesus, Ruf des Saulus in die Nachfolge.
- Gnadenfenster (1969): zeigt das himmlische Jerusalem und die Vollendung dessen, was in der Taufe begann. In der Mitte des Fensters geht von einem Lamm ein Strom Wasser aus, in dementsprechend Offenbarung 22 ein Baum gepflanzt ist, der zwölfmal im Jahr Fürchte trägt. Menschenpaar korrespondierend zum Tauffenster.[9][10][15][16][17]

## Orgeln

### Hauptorgel

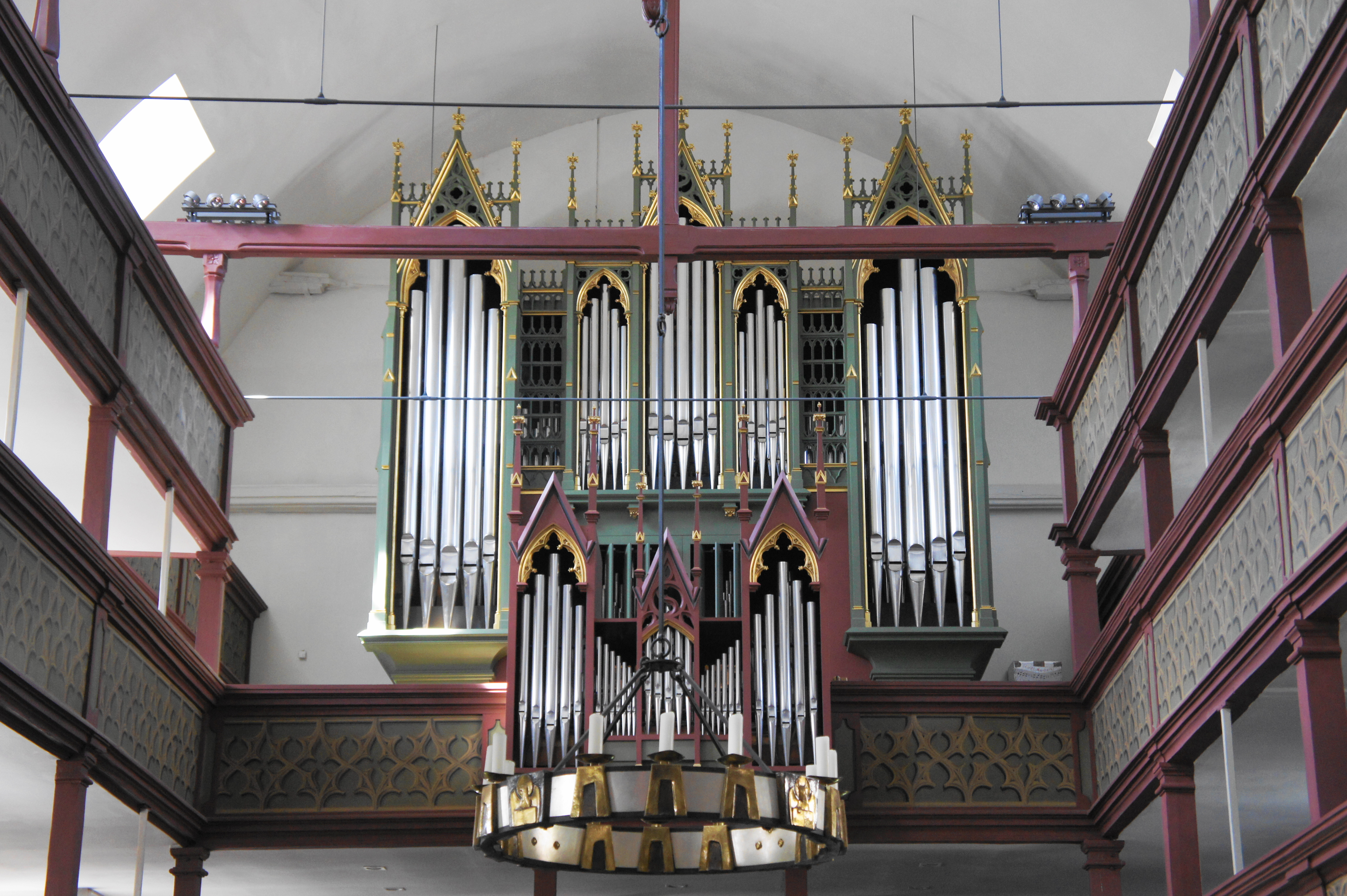
Innenraum mit Orgel

Die Hauptorgel von St. Michael wurde 1979 von der Firma Ekkehard Simon (Landshut) erbaut. Der bereits vorhandene neogotische Prospekt bzw. das Erscheinungsbild des Orgelgehäuses der Steinmeyer-Orgel von 1904 wurde erhalten. Dem damaligen Zeitgeschmack üblich hat das Instrument eine neobarocke, stark obertonreiche Klangdisposition. Die Spieltraktur ist mechanisch, die Registersteuerung elektrisch. Als Spielhilfe ist eine Setzeranlage mit 128 Kombinationen eingebaut.
Das Werk hat 45 klingende Register, verteilt auf drei Manuale (Rückpositiv, Hauptwerk, Schwellwerk) und Pedal, was die Darstellung von Orgelmusik aus allen Epochen näherungsweise ermöglicht. Die Disposition (vgl. hierzu auch die Liste von Orgelregistern) lautet wie folgt:
| I Rückpositiv C–g3 |        |
| Metallgedackt      | 8′     |
| Quintade           | 8′     |
| Nachthorn          | 4′     |
| Prinzipal          | 2′     |
| Terz               | 1 3⁄5′ |
| Sifflöte           | 1 ⁄3′  |
| Oktävlein          | 1′     |
| Zimbel III         | 1′     |
| Vox humana         | 8′     |
| Tremulant          |        |

| II Hauptwerk C–g3 |       |
| Pommer            | 16′   |
| Prinzipal         | 8′    |
| Gemshorn          | 8′    |
| Oktave            | 4′    |
| Spitzflöte        | 4′    |
| Quinte            | 2 ⁄3′ |
| Oktave            | 2′    |
| Blockflöte        | 2′    |
| Mixtur IV–VI      | 1 ⁄3′ |
| Trompete          | 8′    |

| III Schwellwerk C–g3 |        |
| Holzgedackt          | 8′     |
| Weidenpfeife         | 8′     |
| Prinzipal            | 4′     |
| Koppelflöte          | 4′     |
| Nasat                | 2 ⁄3′  |
| Ital. Prinzipal      | 2′     |
| Terzflöte            | 1 3⁄5′ |
| Septime              | 1 ⁄7′  |
| None                 | 8⁄9′   |
| Undecime             | 8⁄11′  |
| Scharf V             | 1′     |
| Dulcian              | 16′    |
| Oboe                 | 8′     |
| Schalmey             | 4′     |
| Tremulant            |        |

| Pedal C–f1  |         |
| Prinzipal   | 16′     |
| Subbass     | 16′     |
| Großquinte  | 10 2⁄3′ |
| Oktave      | 8′      |
| Gedacktbass | 8′      |
| Oktave      | 4′      |
| Rohrflöte   | 4′      |
| Weitoktave  | 2′      |
| Mixtur IV   | 2 ⁄3′   |
| Posaune     | 16′     |
| Trompete    | 8′      |
| Klarine     | 4′      |

- Koppeln: II/I, III/I, III/II, I/P, II/P, III/P

### Orgelpositiv
Eine weitere, im Altarraum stehende kleine Orgel wird die „Italienerin“ genannt. Sie wurde 1775 in Neapel von Januarius Severino mit kurzer Oktave und ohne Pedal erbaut, 1985 von Rudolf Kubak in Augsburg restauriert und 1990 von der Kirchengemeinde erworben. Über das Leben von Severino ist nahezu nichts bekannt, lediglich in der Pfarrkirche von Qrendi auf der Insel Malta steht ein weiteres Instrument dieses Orgelbauers. Die Orgel ist im ursprünglichen Zustand mit kurzer Oktave und mitteltöniger Stimmung erhalten, lediglich ein neuzeitlicher Gebläsemotor wurde eingebaut. Die 45 Tasten – weiße Untertasten mit Elfenbein-, schwarze Untertasten mit Ebenholzbelag – stammen möglicherweise aus dem 19. Jahrhundert. Die Stimmung ist mitteltönig bei einer Stimmtonhöhe von a′ = 432 Hertz.
Das Instrument findet überregionales Interesse vor allem seitens Organisten, die an der Aufführungspraxis Alter Musik interessiert sind. Eine Konzertaufnahme mit dem Severino-Ensemble wird von der Gemeinde als CD vertrieben, die Einnahmen dienen zur Erhaltung des Instruments.
| Positiv         |                                    |
| Prinzipal       | 8′                                 |
| Oktave          | 4′ beginnend in der kleinen Oktave |
| Decimaquinta    | 2′                                 |
| Decimanona      | 1 ⁄3′                              |
| Vicesimaseconda | 1′                                 |

Im prinzipalischen 8′-Register sind C–B als Holzgedackt, H–g mit offenen Holzpfeifen, gis–c´´´ mit offenen Metallpfeifen, davon b-d′ im mittleren Feld des Prospektes anzuspielen. Mit einem Tirapieno-Zug können die Register 4′, 2′, 1 1⁄3′ und 1′ insgesamt ein- oder abgestellt werden.

## Glocken
Das Geläut der Stadtkirche St. Michael besteht aus vier läutbaren Glocken:
- D-Glocke, von „Stucklieutnant“ Stumm 1791 in Nürnberg gegossen, ca. 2000 kg, enthält Wappen der Nürnberger Pfleger d. Namen des Fürther Gotteshauspfleger August Friedrich Dresel, Johann Brenner, Johann Arnsperger u. Konrad Dehm.
- F-Glocke „Jesus lebt“, 940 kg, 1952 Fa. Rincker in Sinn (Dillkreis)
- G-Glocke, „Jesus ist Sieger“, 670 kg., 1952 Fa. Rincker
- B-Glocke, „Jesus ist König“, 400 kg, 1952 Fa. Rincker

Im Turm hängt zudem die
- älteste Glocke von Fürth (um 1400), die aber nur bis zum Ersten Weltkrieg verwendet wurde. Sie passt heute klanglich nicht zu den anderen Glocken. Inschrift „Lucas Marcus Matheus Johannes Ave Maria Gr(atia)“.

Wallensteins Truppen nahmen während des Dreißigjährigen Krieges 1632 die damals größte Glocke mit. Die anderen Glocken wurden 1791/92 umgegossen. Die Glocken läuteten zu nahezu jeder Siegesnachricht im Ersten Weltkrieg und auch zur Hissung der Hakenkreuzflagge am Rathaus am 9. März 1933. Zwei Glocken wurden im Ersten (am 29. Juni 1917) und drei im Zweiten Weltkrieg als sogenannte „[Glockenfriedhof|Metallspende]“ abgenommen (ersetzt 1922 und 1952). Die F-, G- und B-Glocken wurden am 8. Juni 1952 von Stadtpfarrer Eduard Putz geweiht.
| Nr. | Jahr | Masse (kg) | Schlagton | Inschrift                                                               | Sonstiges                                        |
| 1   | 1791 | 2.000      | d1        | August Friedrich Dresel, Johann Brenner, Johann Arnsperger, Konrad Dehm | Stundenschlag                                    |
| 2   | 1952 | 940        | f1        | Jesus lebt                                                              | Viertelstundenschlag                             |
| 3   | 1952 | 670        | g1        | Jesus ist Sieger                                                        |                                                  |
| 4   | 1952 | 400        | b1        | Jesus ist König                                                         |                                                  |
| 5   | 1400 | 160        | e1        | Lucas Marcus Matheus Johannes Ave Maria Gr(atia)                        | von 1952 bis 1989 abgehängt, derzeit nicht aktiv |